# Mertol Karatay
Mertol Karatay, de son vrai nom João Batista Casemiro Marques (né le 4 mars 1975 au Brésil) est un joueur de football de nationalité brésilienne ayant pris la nationalité turque sous le nom de Mertol Karatay.